# Leigh Wood
Leigh Wood est un boxeur britannique né le 1er août 1988 à Gedling en Angleterre.

## Carrière professionnelle
Passé professionnel en 2011, il remporte le titre des poids plumes du Commonwealth en 2019 et celui des poids plumes britannique en 2021 face à Reece Mould. Le 31 juillet 2021, il s'empare du titre régulier WBA de la catégorie aux dépens de Can Xu mais échoue à devenir le champion à part entière le 18 février 2023 en étant battu aux points par Mauricio Lara. Wood obtient néanmoins un combat revanche le 27 mai suivant et s'impose cette fois aux points.
Le 7 octobre 2023, il conserve sa ceinture WBA en battant par arrêt de l'arbitre au 7e round son compatriote Josh Warrington avant finalement de la laisser vacante le 17 octobre 2023.